# Estádio Fernando Gomes Oliveira
Estádio Fernando Gomes Oliveira, anteriormente Estádio Luiz Viana Filho, também conhecido como Itabunão ou Fernandão, é um estádio de futebol de Itabuna, Bahia, que atende ao Itabuna Esporte Clube e ao Grapiúna Atlético Clube. O nome é uma homenagem a Fernando Gomes de Oliveira, que foi prefeito de Itabuna e morreu em 2022. Foi inaugurado em 1973 pelo então governador Luís Viana Filho. Sua capacidade é de 11.745 pessoas.
Até 2022, o nome do estádio era Estádio Luiz Viana Filho. Nesse ano, a Câmara Municipal de Itabuna aprovou um projeto de lei que alterou o nome para Estádio Fernando Gomes Oliveira, em homenagem ao político Fernando Gomes de Oliveira. Ainda em 2022, o prefeito de Itabuna, Augusto Castro, sancionou a lei, oficializando a mudança do nome. Em 2024, o estádio passou por sua primeira grande reforma.